# Jelena Leonidowna Wodolasowa
Jelena Leonidowna Wodolasowa (russisch Елена Леонидовна Водолазова; * 12. Dezember 1958) ist eine ehemalige sowjetische Schauspielerin und Sängerin.

## Laufbahn
Wodolasowa ist die Tochter des Schriftstellers und Schauspielers Leonid Wodolasow. Bis 1978 besuchte sie unter der Leitung von Alexei Batalow das Staatliche All-Unions-Institut für Kinematographie. Auf Empfehlung Iwan Koslowskis erhielt sie außerdem eine Gesangsausbildung am Konservatorium.
1976 gab Wodolasowa in dem von Belarusfilm produzierten Drama Воскресная ночь (Woskresnaja notsch) ihr Filmdebüt. Es folgten Die feuerrote Blume (1978) und der bei Mosfilm entstandene Fernsehdreiteiler Маленькие трагедии (Malenkije tragedii, 1980) nach einer Vorlage Alexander Puschkins. Weitere namhafte Projekte unter Wodolasowas Beteiligung waren Verfilmungen von Tolstois Der lebende Leichnam (1984, TV-Mehrteiler) und Die Kreutzersonate (1987).
Nach ihrer Ausbildung trat Wodolasowa auch einige Jahre am Theater der Kinodarsteller auf, u. a. in Verstand schafft Leiden und in Jewgeni Schwarz’ Тени (Teni). Sie stand außerdem als Sängerin auf der Bühne.
Wodolasowa beendete 1987 ihre Laufbahn und emigrierte später in die Vereinigten Staaten.